# Skynet (videoigra)
Skynet,  ali SkyNET, je računalniška igra, zasnovana po filmski seriji Terminator. Zamišljena je bila kot dodatek za videoigro The Terminator: Future Shock, vendar je bila predelana v samostojni izdelek. Igro je leta 1996 razvila in objavila Bethesda Softworks. 
Igra je bila deležna večinoma pozitivnih kritik, saj so v tem času pohvalili njeno napredno grafiko z visoko ločljivostjo in dejstvo, da je Bethesda v nasprotju s predhodnikom vključil večigralski način. 

## Igranje
Skynet se igra v prvoosebni perspektivi. Vsaka od osmih stopenj v igri zahteva, da igralec reši številne cilje, preden nadaljuje na naslednjo stopnjo, medtem ko se s sovražnimi terminatorji bori z najrazličnejšimi puškami in granatami. Druga ovira na vsaki ravni je teren, saj je na številnih območjih preveč radioaktivnega sevanja, da lahko igralec ostane živ. Po terenu se lahko navigira na tri načine, 'peš', v džipu z vgrajenim topom ali v HK lovcu (modificiranem terminatorskem robotu, ki leti). Pred vsako misijo je igralec o misiji seznanjen z videom s polnim gibanjem.
Skynet ima način deathmatcha, ki igralcem omogoča, da se na številnih območjih borijo bodisi kot človek bodisi kot Terminator. Človeški igralci se premikajo hitro in tiho, vendar so razmeroma krhki in lahko nosijo le lahko orožje. Terminatorji pa se med hojo premikajo počasi in oddajajo glasne hidravlične zvoke, vendar so zelo odporni na poškodbe in lahko nosijo težko orožje.  

## Razvoj
Skynet poganja Bethsoftov XnGine. Medtem ko večina igre uporablja teksturirane poligone za prikaz struktur in sovražnikov, so številni predmeti, orožje in okraski še vedno prikazani s starejšo tehnologijo sprite. Izdan je bil 24. maja 1996. Igra je bila dokončana 11. novembra 1996.

## Sprejem
Next Generation je Skynetu podelila pet od petih zvezd. Ocenjevalec je dejal, da je igra odpravila težave z "revolucionarnim" The Terminator: Future Shock, tako da je omogočila "visoko ločljivo grafiko SVGA", dodala način za več igralcev z območji, zasnovanimi posebej za deathmatch, in vključila zgodbo. Zaključil je: "Izjemna lepota igre v kombinaciji z neverjetno mero prilagodljivosti stroja pomeni, da je Terminator: SkyNET lahko najboljši prvoosebni strelec leta." Scary Larry iz revije GamePro je ugotovil, da način visoke ločljivosti deluje spremenljivo tudi na vrhunskih osebnih računalnikih in je imel bolj umirjeno reakcijo na igro na splošno, in zaključil: "Čeprav ni tako intenzivna kot Final Doom ali tako zavzeta kot Duke Nukem [ 3D], vas bo igra zadrževala v več urah apokalipse." Najbolj so ga razveselili cilji misije, ki vključujejo vožnjo z vozili, in lahko razumljive, enostavno zapomnljive kontrole.